# Río Yaque del Norte
Der Río Yaque del Norte ist ein Fluss in der Dominikanischen Republik.

## Verlauf
Mit einer Länge von 296 km ist er der längste Fluss des Landes und der zweitlängste der Insel Hispaniola. Er entspringt in der Cordillera Central und mündet in der Bahía de Montecristi, westlich der Stadt San Fernando de Monte Cristi, in den Atlantik. Er entwässert eine Fläche von etwa 7053 km² und besitzt eine mittlere Strömungsgeschwindigkeit von 80 m³/s. Der Río Yaque del Norte fließt zunächst nach Nordosten, um nach der Stadt Santiago de los Caballeros sich in zahlreichen Mäandern ständig in westnordwestliche Richtung zu wenden.

### Nebenflüsse
Von den zahlreichen Nebenflüssen sind zu nennen:
| - Río Amina - Río Bao - Río Guayubín - Río Inoa | - Río Jimenoa - Río Maguaca - Río Mao - Rio los cocos |

### Städte am Fluss
- Jarabacoa, Santiago de los Caballeros, Mao (auch: Santa Cruz de Mao)

### Nutzung
- Entlang des ganzen Flusses gibt es zahlreiche Ausleitungen und Wasserpumpen, die dem Fluss Wasser zur Bewässerung von Gemüsefeldern entnehmen.
- Kurz oberhalb von Jarabacoa wird der Fluss für Wassersport genutzt: Rafting, Kayaking, Tubing. Mehrere Freizeitanlagen für touristische Nutzung wurden dort angelegt.
- Der Stausee „Presa de Taveras“ wird zur Stromerzeugung verwendet. In diesen Stausee wird auch das Wasser des Rio Bao[2] geleitet.
- Zusätzlich wird Wasser aus dem Presa de Taveras durch einen Tunnel in den weiter unten gelegenen Stausee „Contraembalse Lopez“ geleitet, von wo aus es dann ebenfalls zur Stromerzeugung genutzt wird.
- Kurz oberhalb von Santiago gibt es dann nochmals einen sehr beliebten Badeplatz, den Balneareo Timbeke. Unterhalb von Santiago reicht die Wasserqualität dann nur mehr zur Bewässerung von Feldern.